# Fort Gregg-Adams
Fort Gregg-Adams è un census-designated place (CDP) degli Stati Uniti d'America, situato nello stato della Virginia, nella contea di Prince George. Il CDP è anche un'installazione militare della United States Army costruita nel 1917 e utilizzata nel corso della prima guerra mondiale e nuovamente dal 1941.